# ソウル子供大公園
ソウル子供大公園（ソウルこどもだいこうえん、朝鮮語: 서울어린이대공원）は、大韓民国ソウル特別市広津区にある公園である。

## 概要
もともとは、大韓帝国27代皇帝（最後の皇帝）の純宗の妃の墓場があった場所であったが、移転した。その後、子供たちが遊べる空間を提供することを目的に、1970年に当公園が造られた。

## 交通
地下鉄
 ソウル交通公社7号線 子供大公園駅　徒歩すぐ
 ソウル交通公社5号線 峨嵯山（子供大公園後門）駅　徒歩3分

## 園内施設
- 動物園
- 植物園
  - 韓国民俗館
- アイランド(遊園地の名前)
- 運動施設
  - プール